# Volksbank Raiffeisenbank Dachau
Die Volksbank Raiffeisenbank Dachau eG ist eine Genossenschaftsbank mit Sitz in der bayerischen Kreisstadt Dachau. Mit über 350 Mitarbeitern, 18 Geschäftsstellen in Stadt und Landkreis Dachau, der Landeshauptstadt München und einer Bilanzsumme von 2,5 Mrd. Euro gehört sie zu den größten Genossenschaftsbanken in Bayern.

## Geschichte
Am 16. Mai 1913 gründete der Malermeister Albin Huber mit 18 Handwerkern und Gewerbetreibenden im Birgmannbräu in Dachau die „Gewerbe Kassa Dachau und Umgebung“. Die Vorläuferin der Volksbank Raiffeisenbank Dachau eG verwirklichte von Beginn den Gedanken der „Hilfe zur Selbsthilfe“ nach den Grundsätzen von Hermann Schulze-Delitzsch und Friedrich Wilhelm Raiffeisen. Das Institut sollte eine genossenschaftliche Selbsthilfeeinrichtung zur Annahme von Spareinlagen und Ausreichung von Darlehen an seine Mitglieder sein.
1919 erfolgte die Umbenennung in „Gewerbe- und Landwirtschaftsbank Dachau und Umgebung e.G.m.b.H.“. Nachdem man anfangs noch im Zieglerkeller getagt hatte, wurden im Anwesen des Schäfflermeisters Liepold, Pfarrstraße 4, eigene Bankräume angemietet. Von 1921 bis 1927 befand sich das Banklokal in der Gottesackerstraße 3 im Haus des Rechtsanwaltes Hermann Gleich; von 1927 bis 1949 im Schulmayr-Anwesen, Augsburger Straße 15.
Seit 1938 firmierte die Genossenschaftsbank unter „Volksbank Dachau“. Das erste eigene Bankgebäude wurde 1948 mit dem Neubau in der Augsburger Straße 35 errichtet. 1950 wurde in der Münchner Straße 14, dem ehemaligen Gasthaus „Münchner Hof“, die erste Zweigstelle in Dachau eröffnet. Der Fleiß der Mitarbeiter trug während des Wirtschaftswunders zum wachsenden Erfolg bei. Dank eines nachhaltigen und bodenständigen Geschäftsmodells etablierte sich die Volksbank Dachau zur Bank des Mittelstandes. Vorstand Franz Haaser (1944–1968) wurde zur prägenden Figur. Ab 1952 entstand ein engmaschiges Filialnetz im Landkreis Dachau. Im September 1965 folgte in der Augsburger Straße 33 ein weiterer Neubau, bis heute der Standort der Bank.

## Fusionen
1991 fusionierte die Volksbank Dachau mit der Raiffeisenbank Dachau. Seitdem firmiert sie unter „Volksbank Raiffeisenbank Dachau eG“. 2001 folgte die Fusion mit der Raiffeisenbank Jetzendorf-Petershausen, 2003 mit der Raiffeisenbank Altomünster.
Bei der Fusion mit der Raiffeisenbank Altomünster wurde auch deren Warengeschäft übernommen. 2007 wurde es in der VR AgrarCenter Wollomoos GmbH als hundertprozentige Tochter der Volksbank Raiffeisenbank Dachau eG weitergeführt. 2013 erfolgte die Fusion der VR Agrar Center Wollomoos GmbH der Volksbank Raiffeisenbank Dachau eG mit dem Agrarhandel der Raiffeisenbank Adelzhausen-Sielenbach. Am 1. Juli 2013 ging daraus die VR Agrar Center Wittelsbacher Land GmbH hervor, an der die Volksbank Raiffeisenbank Dachau eG über ihre VR Dachau Beteiligungs GmbH seit 2018 beteiligt ist.

## Tochtergesellschaften
100-prozentige Tochtergesellschaften der Volksbank Raiffeisenbank Dachau eG:
- VR Dachau Beteiligungs GmbH
- Immobilienverwaltung Oberbayern GmbH
- VR Dachau Immobilien GmbH
- VR Dachau Real Estate GmbH

## Bankmuseum
Im März 2009 wurde in der Hauptstelle in der Augsburger Straße 33–35 Deutschlands erstes genossenschaftliches Bankmuseum in bankeigenen Räumen eröffnet.

## Regionales Engagement
Seit 2011 fördert die Volksbank Raiffeisenbank Dachau eG mit ihrer Reihe  Kunst und Bank die zeitgenössischen Künstler in der Region. Internationale Künstler wurden 2016 mit Georg Baselitz und 2019 mit Katharina Sieverding präsentiert, jeweils in Kooperation mit der Stadt Dachau und dem Landkreis Dachau.
Seit 2013 führt die Volksbank Raiffeisenbank Dachau eG jedes Jahr den VR Firmen- und Behördenlauf durch.
Mit der  Crowdfunding-Plattform Viele schaffen mehr werden seit 2018 viele gemeinnützige Projekte in der Region unterstützt.